# Le Bouchet-Mont-Charvin
Le Bouchet-Mont-Charvin, précédemment Le Bouchet, est une commune française du département de la Haute-Savoie en région Auvergne-Rhône-Alpes.

## Géographie
Le village est situé au pied de la montagne de Sulens et du mont Charvin (2 409 m), à une extrémité du massif éponyme à une altitude de 930 m et s'étend sur 1 852 hectares.
Comme pour beaucoup de communes de montagne, on trouve un chef-lieu et plusieurs hameaux : Banderelle, le Cernix, Cons, les Dzeures, la Longeret, la Savatte et la Ville de Rosset.

## Urbanisme

### Typologie
Au 1er janvier 2024, Le Bouchet-Mont-Charvin est catégorisée commune rurale à habitat dispersé, selon la nouvelle grille communale de densité à sept niveaux définie par l'Insee en 2022.
Elle est située hors unité urbaine et hors attraction des villes,.

### Occupation des sols
L'occupation des sols de la commune, telle qu'elle ressort de la base de données européenne d’occupation biophysique des sols Corine Land Cover (CLC), est marquée par l'importance des forêts et milieux semi-naturels (76,4 % en 2018), en diminution par rapport à 1990 (79 %). La répartition détaillée en 2018 est la suivante : 
forêts (36,2 %), milieux à végétation arbustive et/ou herbacée (33,1 %), prairies (23,6 %), espaces ouverts, sans ou avec peu de végétation (7 %).
L'IGN met par ailleurs à disposition un outil en ligne permettant de comparer l’évolution dans le temps de l’occupation des sols de la commune (ou de territoires à des échelles différentes). Plusieurs époques sont accessibles sous forme de cartes ou photos aériennes : la carte de Cassini (XVIIIe siècle), la carte d'état-major (1820-1866) et la période actuelle (1950 à aujourd'hui).

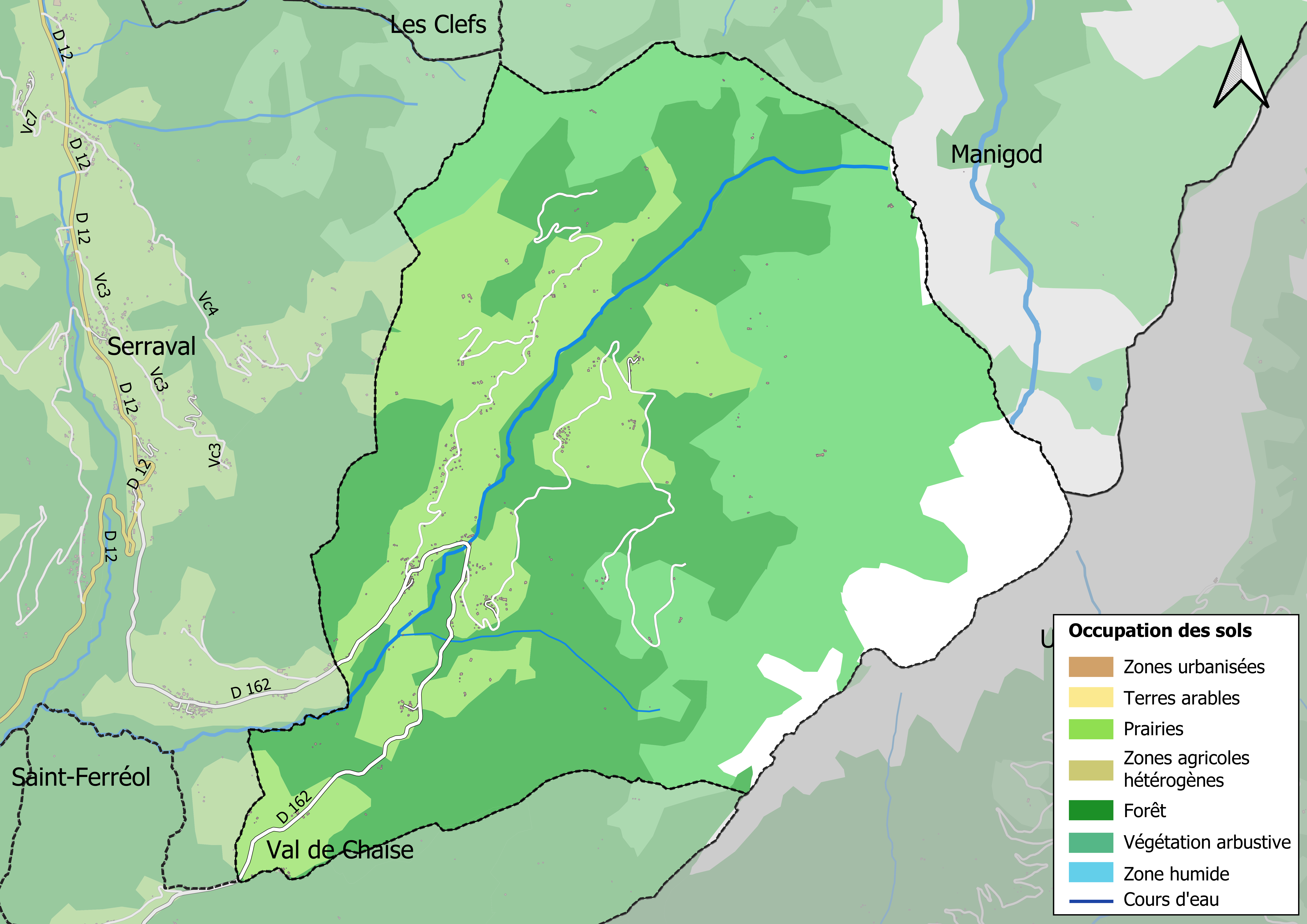
Carte des infrastructures et de l'occupation des sols en 2018 (CLC) de la commune.
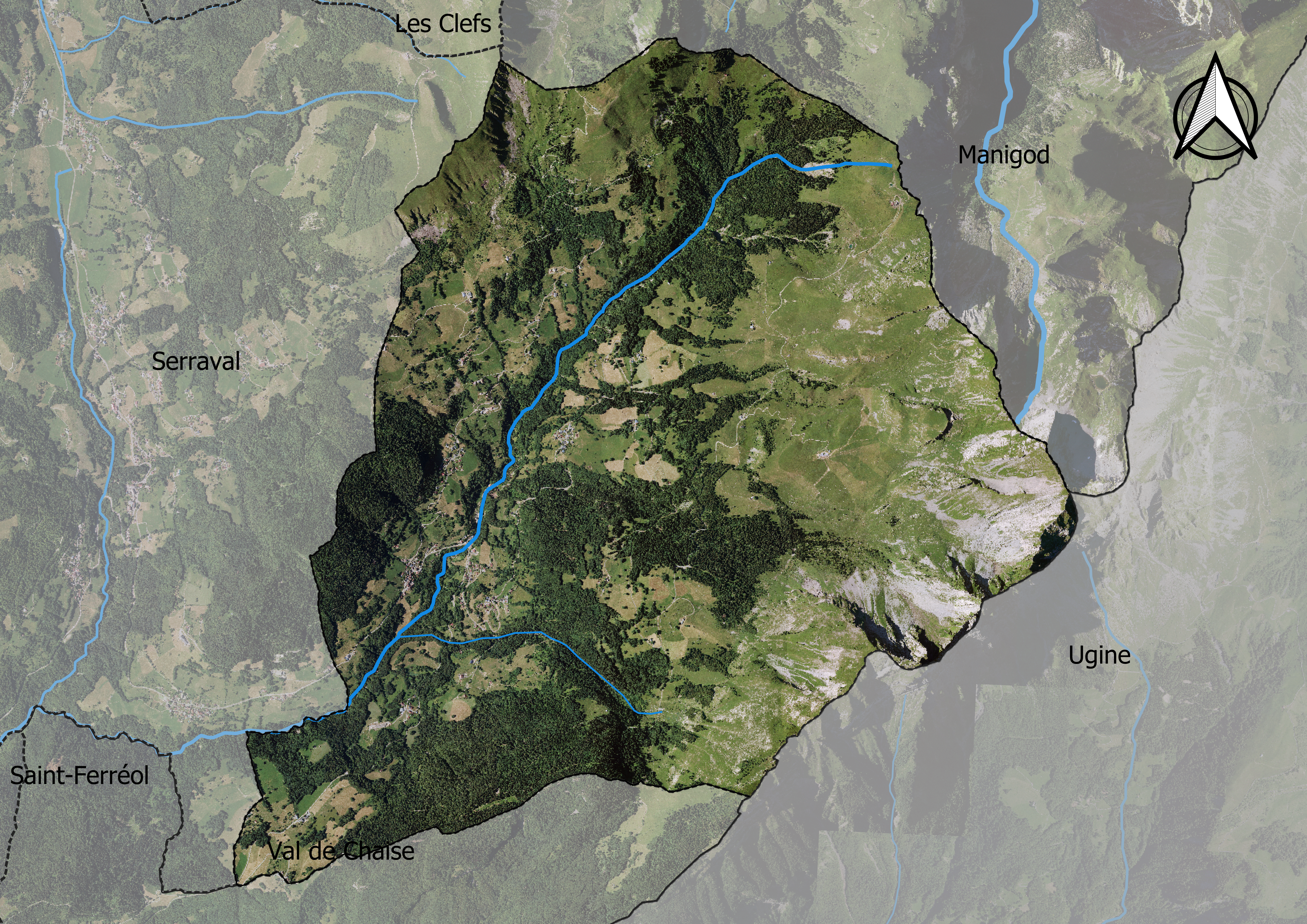
Carte orthophotogrammétrique de la commune.

## Toponymie
La commune du Bouchet, érigée en 1877, est dite localement Le Bouchet de Serraval,. Dans les années 1950, Le Bouchet est parfois associé avec Mont-Charvin, afin d'abandonner la référence à l'ancienne dépendance communale. L'officialisation du nom est délibérée par le conseil municipal le 1er septembre 2011 et proclamée par décret le 7 novembre 2013.
Le Bouchet-Mont-Charvin est un nom composé avec l'ancien nom de la commune, Le Bouchet, avec le déterminant complémentaire Mont-Charvin, évitant la confusion éventuelle d'autres lieux portant le même nom. Le Bouchet désigne un lieu garni de bosquets ou un petit bois. Le Mont Charvin est le nom d'un sommet proche de la commune.
En francoprovençal, le nom de la commune s'écrit L Boushè , selon la graphie de Conflans.

## Histoire
À l'origine, Le Bouchet est un hameau de la commune de Serraval, dont la section est désignée, au XVIIIe siècle, par « Marche Derrière », par opposition à « Marche Devant » qui désigne la section de Serraval.
Une chapelle est édifiée vers le XVe siècle et placée sous le vocable de Notre-Dame,. Une visite pastorale la mentionne en 1445. En 1685, elle est qualifiée d'église. Le hameau est érigé en paroisse indépendante le 28 février 1787,.
L'ancienne église paroissiale devenue vétuste, elle est remplacée par une nouvelle église, édifiée entre 1890 et 1892. À proximité un petit oratoire dédiée à Notre-Dame, et où s'écoule une source, est devenu un lieu de dévotion au cours des XVIIIe siècle et XIXe siècles. Dans son Récits des coutumes antiques des vallées de Thônes (publié en 1975), l'auteur Claude Gay (1837-1911) indique « Au Bouchet-de-Serraval, pour la fête du 15 août, on trouve des quantités d'hommes et de femmes venant des communes voisines et de bien plus loin, venant en dévotion. Ce jour qui est le jour de la fête de la commune, on vient prier devant une petite chapelle qui se trouve au milieu du village de l'église. » L'oratoire s'est maintenu, il abrite une statue de la Vierge en bois polychrome, mais le site n'accueille plus de processions,.
L'ancien écart de Serraval est érigé en nouvelle commune le 5 mai 1877.

## Politique et administration

### Situation administrative
Attaché à l'ancien canton de Thônes, la commune appartient depuis le redécoupage cantonal de 2014, au canton de Faverges. Il comporte 27 communes. La ville de Faverges en est le bureau centralisateur.
La Bouchet-Mont-Charvin est membre de la communauté de communes des vallées de Thônes qui compte treize communes.
La commune relève de l'arrondissement d'Annecy et de la deuxième circonscription de la Haute-Savoie.

### Liste des maires
| Période                                  | Période   | Identité       | Étiquette | Qualité |
| ---------------------------------------- | --------- | -------------- | --------- | ------- |
| Les données manquantes sont à compléter. |           |                |           |         |
| mars 2001                                | mars 2020 | Thérèse Lanaud | ...       | ...     |
| mars 2020                                | En cours  | Franck Paccard | ...       | ...     |

## Population et société
Ses habitants sont appelés les Bochardes et les Bochards.

### Démographie
L'évolution du nombre d'habitants est connue à travers les recensements de la population effectués dans la commune depuis 1876. Pour les communes de moins de 10 000 habitants, une enquête de recensement portant sur toute la population est réalisée tous les cinq ans, les populations de référence des années intermédiaires étant quant à elles estimées par interpolation ou extrapolation. Pour la commune, le premier recensement exhaustif entrant dans le cadre du nouveau dispositif a été réalisé en 2005.

En 2022, la commune comptait 249 habitants, en évolution de +3,32 % par rapport à 2016 (Haute-Savoie : +6,01 %, France hors Mayotte : +2,11 %).
| 1876 | 1881 | 1886 | 1891 | 1896 | 1901 | 1906 | 1911 | 1921 |
| ---- | ---- | ---- | ---- | ---- | ---- | ---- | ---- | ---- |
| 495  | 455  | 483  | 460  | 420  | 407  | 396  | 348  | 289  |

| 1926 | 1931 | 1936 | 1946 | 1954 | 1962 | 1968 | 1975 | 1982 |
| ---- | ---- | ---- | ---- | ---- | ---- | ---- | ---- | ---- |
| 275  | 253  | 225  | 198  | 197  | 175  | 147  | 125  | 120  |

| 1990 | 1999 | 2005 | 2006 | 2010 | 2015 | 2020 | 2022 | - |
| ---- | ---- | ---- | ---- | ---- | ---- | ---- | ---- | - |
| 116  | 174  | 235  | 239  | 237  | 242  | 253  | 249  | - |

### Enseignement
Depuis 2008, l'école communale comprend deux classes et dispose d'une classe numérique de 12 PC, adhérente au projet d'école numérique rurale de l'Éducation nationale.

## Économie
La commune accueille quelques entreprises de BTP et artisanales.

### Agriculture
La commune reste à vocation agricole :
- Fromages : reblochon, chevrotin et tomme sont les plus connus des productions locales ;
- Exploitation de la forêt.

### Tourisme

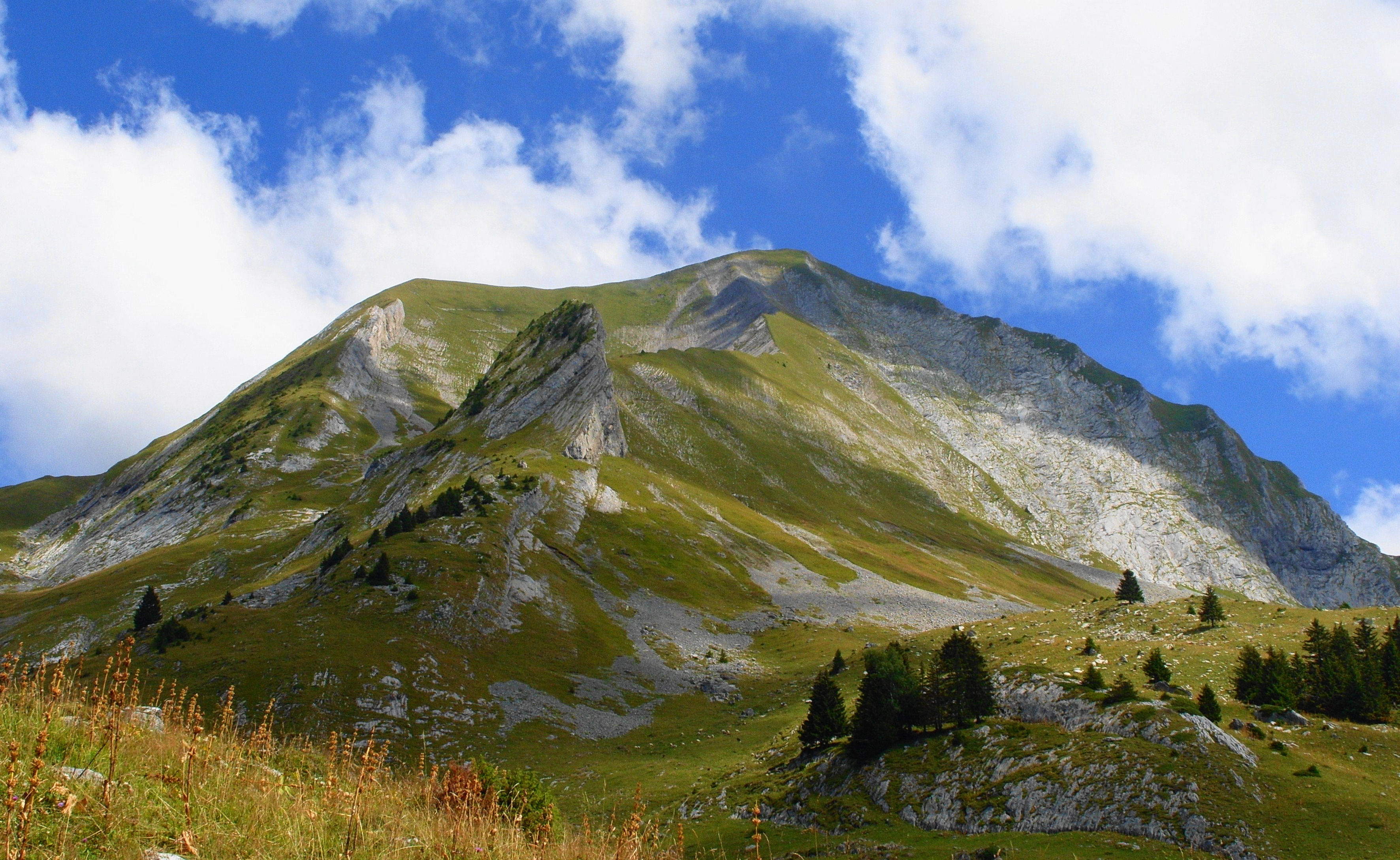
Mont Charvin

La commune propose de nombreux chemins balisés familiaux pour la découverte des paysages magnifiques, de la faune et de la flore d'une vallée encore préservée, vers les alpages des Fontanettes, du Freu, de Sulens, vers le col du Fer et le mont Charvin (2 409 m), son lac et son sommet pour les plus aguerris. L'hiver, les balades en raquettes y sont appréciées.
On trouve un hôtel-relais, quelques locations de vacances et un restaurant-bar-refuge au pied du mont Charvin.

## Culture locale et patrimoine

### Lieux et monuments
- L'église de l'Assomption-de-Marie, reconstruite entre 1890 et 1892[11], à proximité de l'une ancienne chapelle du XVe siècle devenue église paroissiale[6],[7].
- Le pont Joseph-Blanc (1937), en direction du hameau de Cons.

## Galerie

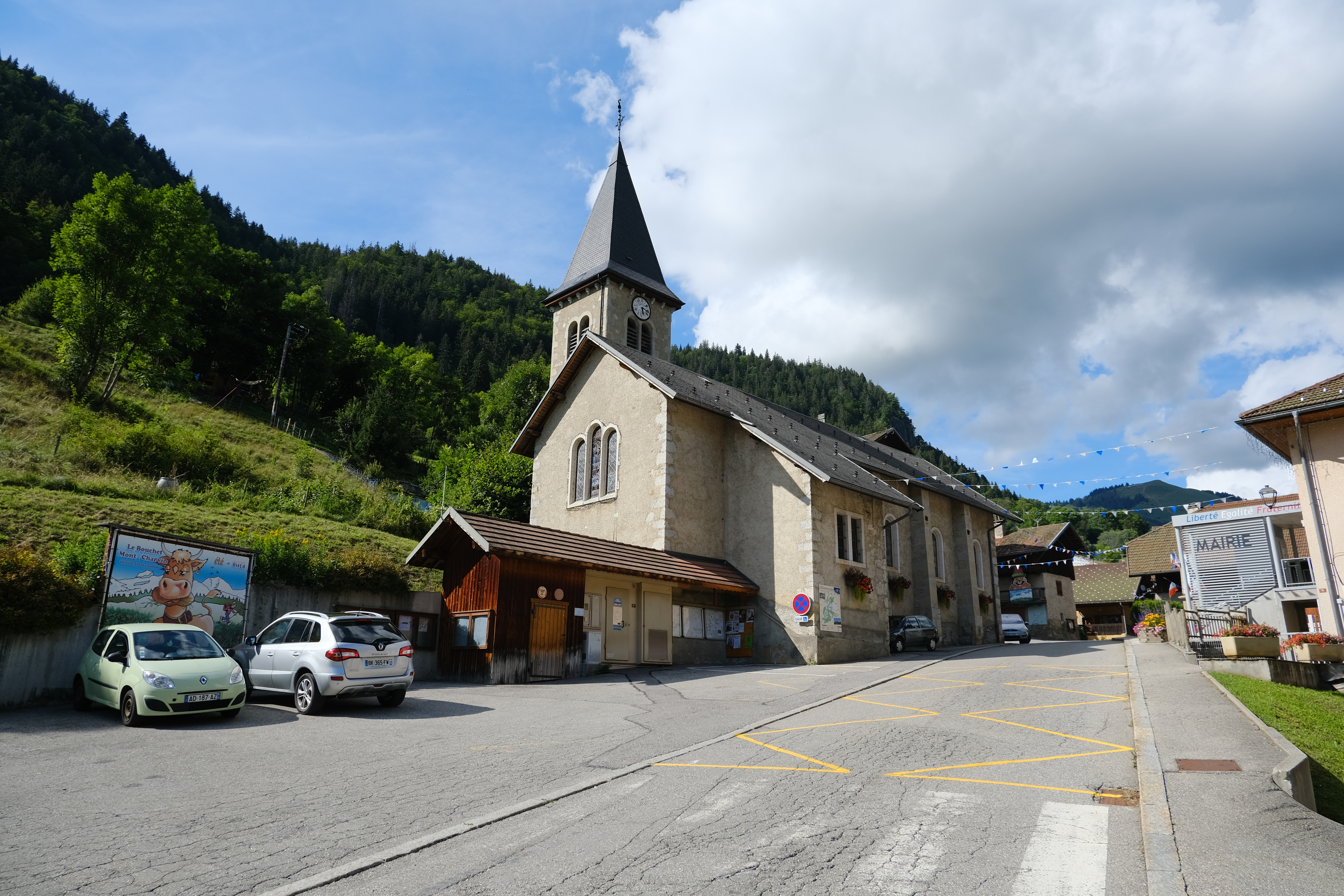
Église de l'Assomption-de-Marie à l'entrée du village
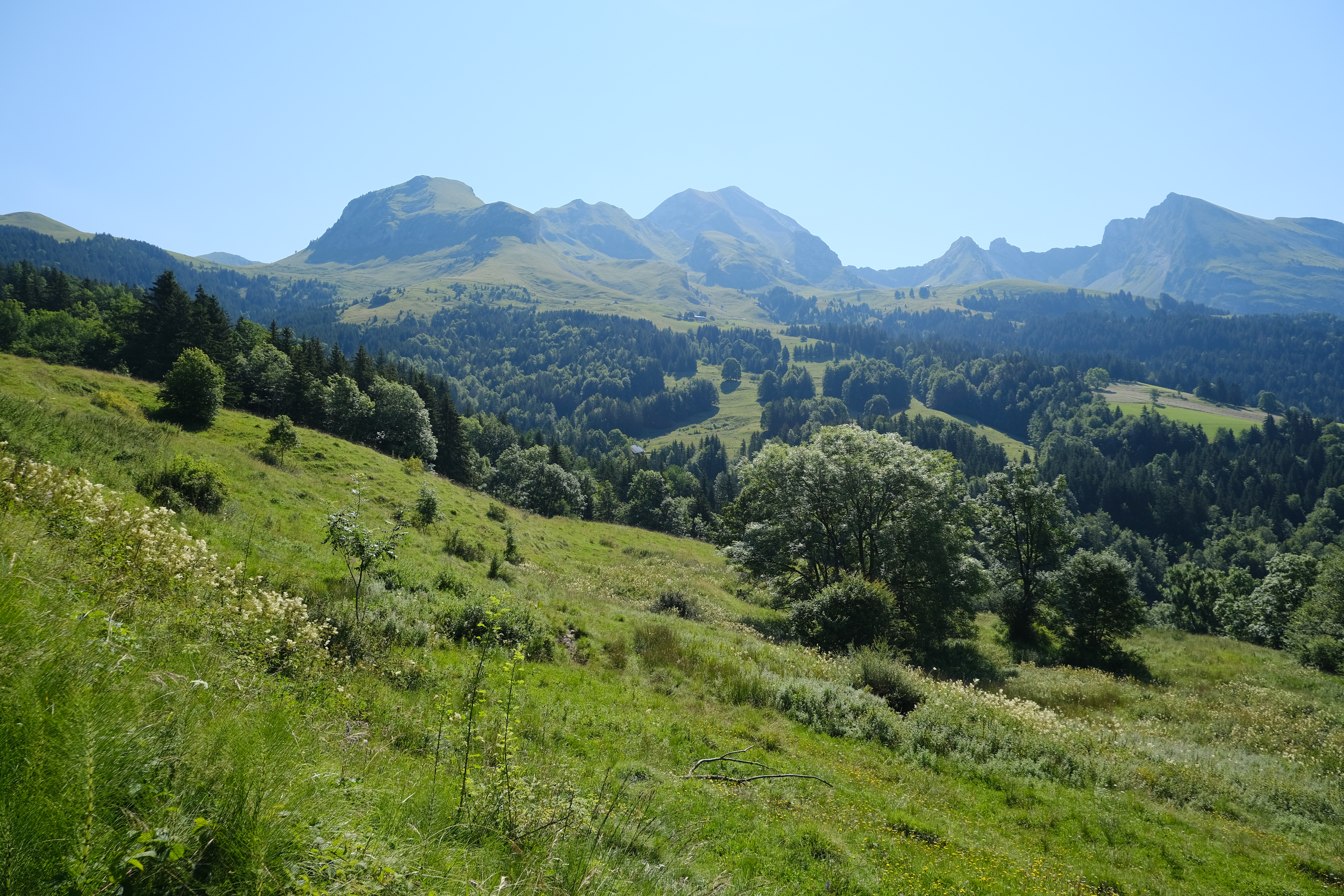
Mont Charvin depuis Les Mouilles
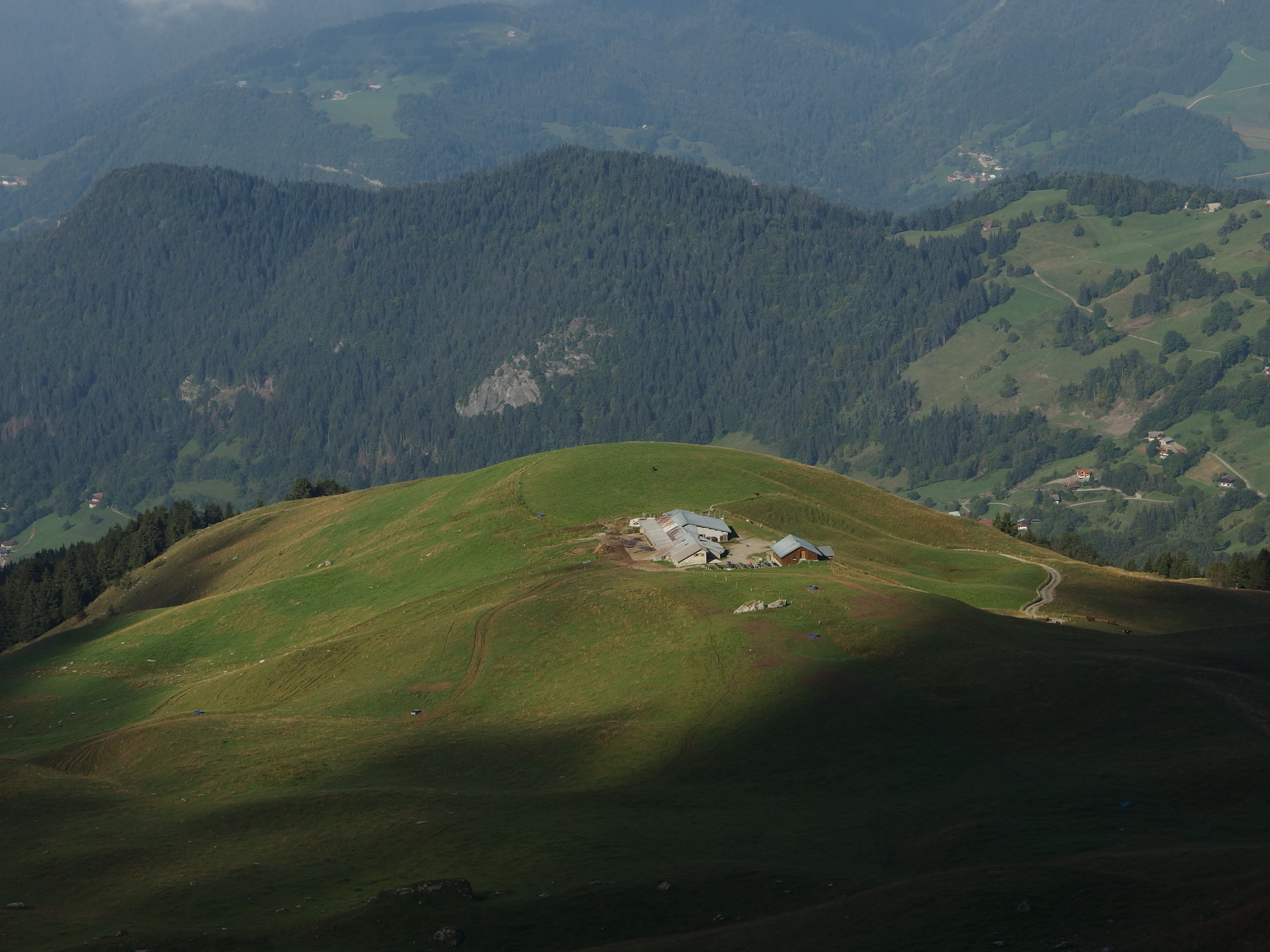
Aulp de Marlens
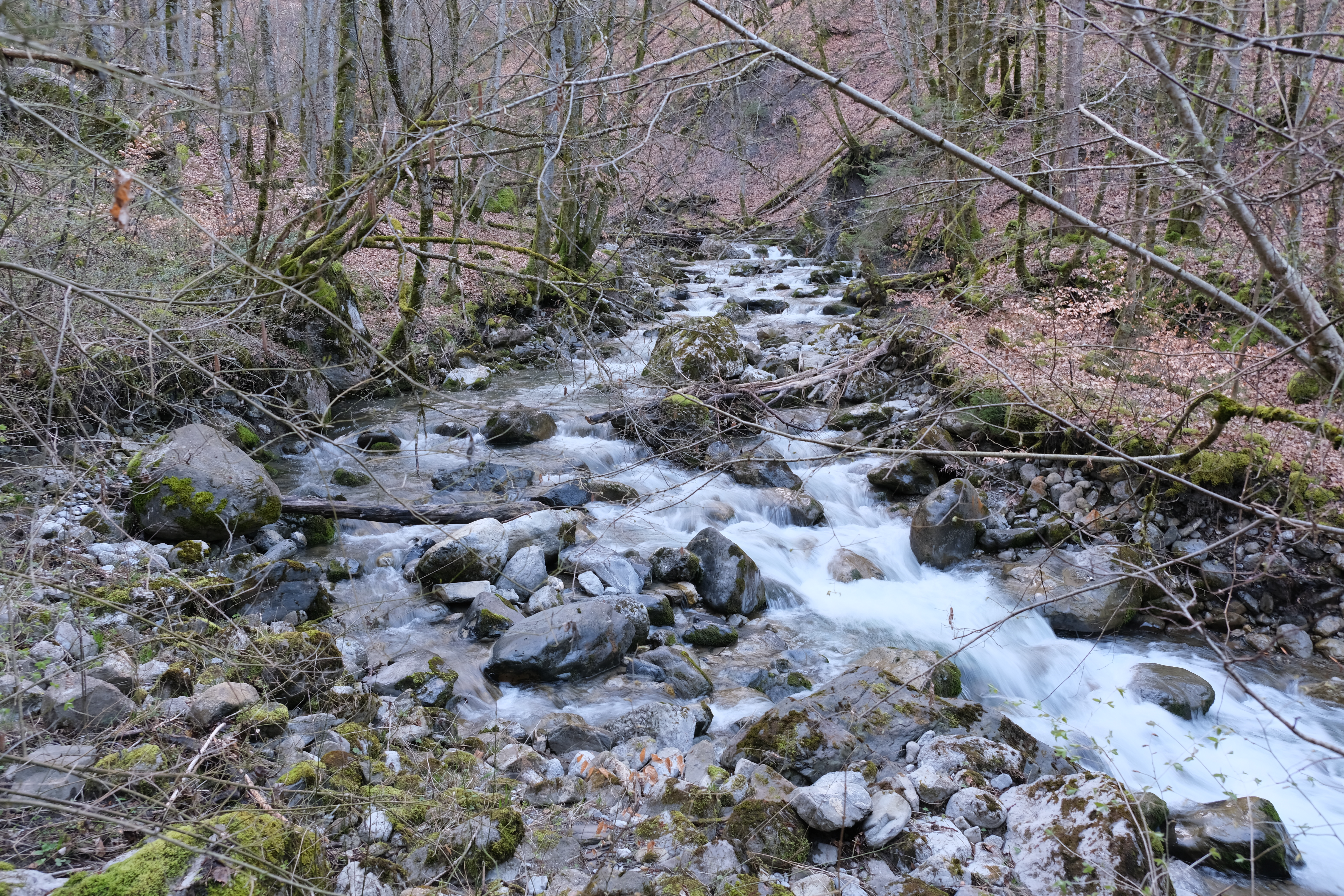
La Chaise
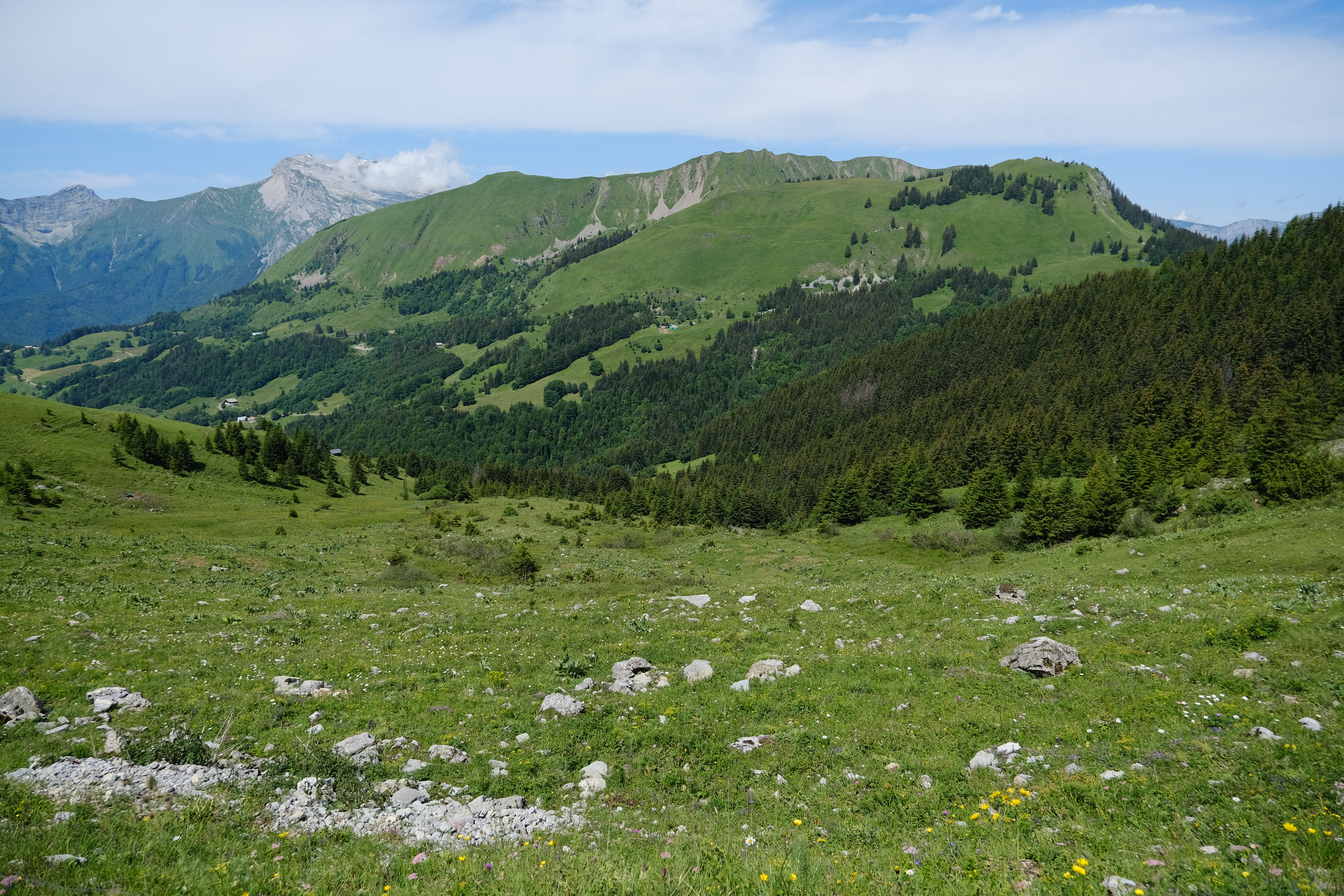
Montagne de Sulens
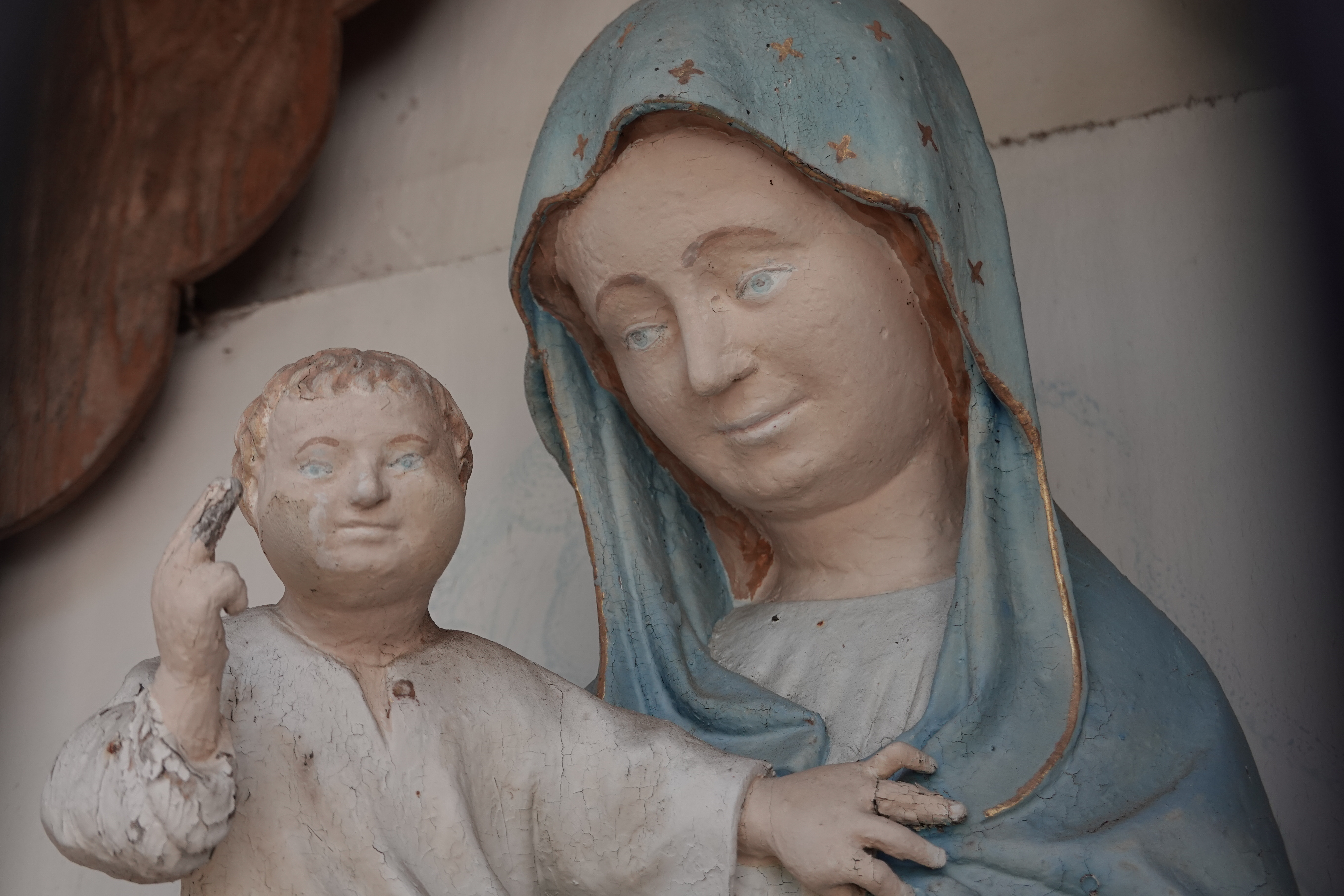
Oratoire de Notre Dame du Bouchet